# Friedrich Heinrich von Gottesheim
Friedrich Heinrich Freiherr von Gottesheim (* 1749 in Geudertheim, Elsass; † 5. April 1808 in Prag) war zuerst französischer Soldat, trat aber 1793 in österreichische Kriegsdienste über und nahm in den Reihen der kaiserlichen Armee an den Napoleonischen Kriegen teil. 1801 wurde er zum Feldmarschallleutnant ernannt.

## Leben

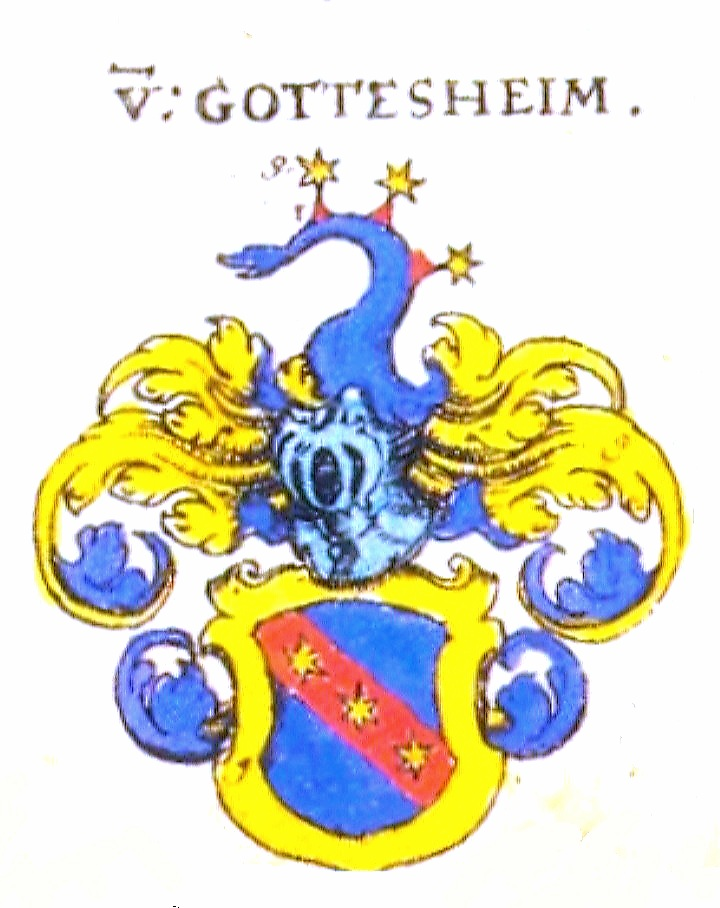
Wappen derer von Gottesheim

Seine Familie trug den Namen nach dem elsässischen Dorf Gottesheim und die Hälfte des Dorfes Geudertheim, seinem Geburtsort, zu Lehen.
Friedrich Heinrich von Gottesheim schlug eine militärische Laufbahn in französischen Diensten ein. Er war bereits zu einem höheren Rang in der Kavallerie vorgerückt, als die Revolution ausbrach und ihn mit der Armee an die Grenze führte. Hier nahm er an mehreren Gefechten gegen die Reichstruppen teil. Er war Anhänger des Königs von Frankreich und gehörte zu den Vertrauten des Marquis de Bouillé. Da ihm die revolutionäre politische Entwicklung in Paris immer weniger zusagte, ging er am 1. Februar 1793 als Oberst mit einer Division Saxe-Husaren zu den Österreichern über und seine gesamte Familie emigrierte.
In seiner Eigenschaft als Husarenoberst verteidigte Gottesheim vom Februar bis zum 4. Mai 1794 tapfer die Stellung bei Valcourt. Er schlug am 21. April 1794 den Angriff eines 8000 Mann starken, bei Philippeville zusammengezogenen Korps nach hartnäckigem, den ganzen Tag dauerndem Kampf mit beträchtlichem Verlust zurück. Bei diesem Gefecht war er am Fuß schwer verletzt worden. Nun erst erhielt Gottesheim eine Unterstützung von 9 Kompanien des Regiments Hohenlohe und 60 holländischen Kavalleristen. Mit diesen Verstärkungen setzte er vom 21. bis zum 26. April einer knapp 18.000 Mann umfassenden feindlichen Armee entschlossenen Widerstand entgegen. Erst nachdem die am 26. April gesendeten neuen Hilfstruppen vom überlegenen Gegner zurückgedrängt worden waren, musste Gottesheim seine so lange verteidigte Stellung aufgeben. Den Rückzug vollzog er umsichtig, so dass die feindlichen Streitkräfte keinen Angriff wagten. Die schweren Wunden, die er bei den letzten Gefechten erhalten hatte, nötigten ihn, die Truppe am 4. Mai zu verlassen und einige Zeit Urlaub zu nehmen.
Bereits nach fünf Monaten kehrte Gottesheim wieder in den Kriegsdienst zurück. Als das Freikorps Grün Laudon am 3. Oktober 1794 von weit überlegener Kavallerie angegriffen wurde, ging Gottesheim – ohne hierfür einen Befehl erhalten zu haben – gegen die feindlichen Truppen erfolgreich vor. So konnte die ganze aus vielen schwer beladenen Wagen bestehende Zufuhr, die das Freikorps zu geleiten hatte, in Sicherheit gebracht werden. Für diese Waffentat sowie für sein Verhalten bei Valcourt erhielt Gottesheim am 11. Mai 1796 das Ritterkreuz des Maria-Theresia-Ordens. Im November 1796 wurde Gottesheims Familie, durch die Ereignisse der Französischen Revolution ihres Stammsitzes im Elsass benommen, im Kloster Elchingen einquartiert. Es schrieb der Chronist des Klosters: „eine muetter von Herrn General [Friedrich Heinrich Freiherrn v.] Gottesheim, töchter, tochtermann etc… Sie wurden uns von Fürst von Fürstenberg anccommandiert, was wolte man machen, es waren freÿlich 7 personen, man mußte ihnen das Neue Gebäu einräumen, welche unverschamtheit! Sie bliben ganz allein in ihren zimmern bis 5 wochen bej uns, das nit wenige kösten gemacht hate“.
Am 25. April 1798 rückte Gottesheim zum Generalmajor vor. In dieser Stellung nahm er während des Zweiten Koalitionskriegs am Feldzug in Italien teil und zeichnete sich in den Schlachten bei Verona (Ende März 1799) und Magnano (5. April 1799) sowie an der Stura aus. Anfang 1800 befehligte er eine Brigade der Division Hohenzollerns unter Feldmarschallleutnant Ott im nordwestlichen Italien. Während der Schlacht bei Marengo (14. Juni 1800) kommandierte er die Avantgarde von Otts linker Heeressäule und wurde erneut schwer verwundet.
Am 17. April 1801 wurde Gottesheim zum Feldmarschallleutnant befördert und gleichzeitig wegen seiner Wunden pensioniert. Er trat aber nach seiner Rekonvaleszenz schon am 1. Juni 1801 wieder in den aktiven Heeresdienst ein. Wohnhaft in Prag, war er Juni 1802 mit Frau und Tochter in Teplitz zur Kur. 1805 stand er unter dem Oberbefehl des Fürsten Schwarzenberg als Divisionskommandant bei der Armee in Deutschland. Bei Ulm geriet er in Gefangenschaft. Nach seiner Freilassung wurde er im Januar 1808 zum Inhaber des Kürassierregiments Nr. 6 ernannt und ging nach Prag, wo er bald danach am 5. April 1808 an den Folgen seiner zahlreichen Wunden und Strapazen im 59. Lebensjahr starb, eine Witwe hinterlassend. Der Kaiser setzte ihr am 27. April 1808 eine jährliche Pension von 2.000 Gulden aus.
Im August 1808 weilte Goethe in Karlsbad und beschäftigte sich zu jener Zeit mit seiner Farbenlehre. In seinem Tagebuch erwähnt er ein Fräulein [Philippine] von Gottesheim aus Prag, deren Bekanntschaft er machte. Offenbar war sie eine Tochter Friedrich Heinrich von Gottesheims. Zwei weitere sind 1830 Lehrerinnen an der Mädchenschule der Ursulinerinnen in der Prager Neustadt: Gabriela und Angela, Freiinnen von Gottesheim.